# Grande Pérmia

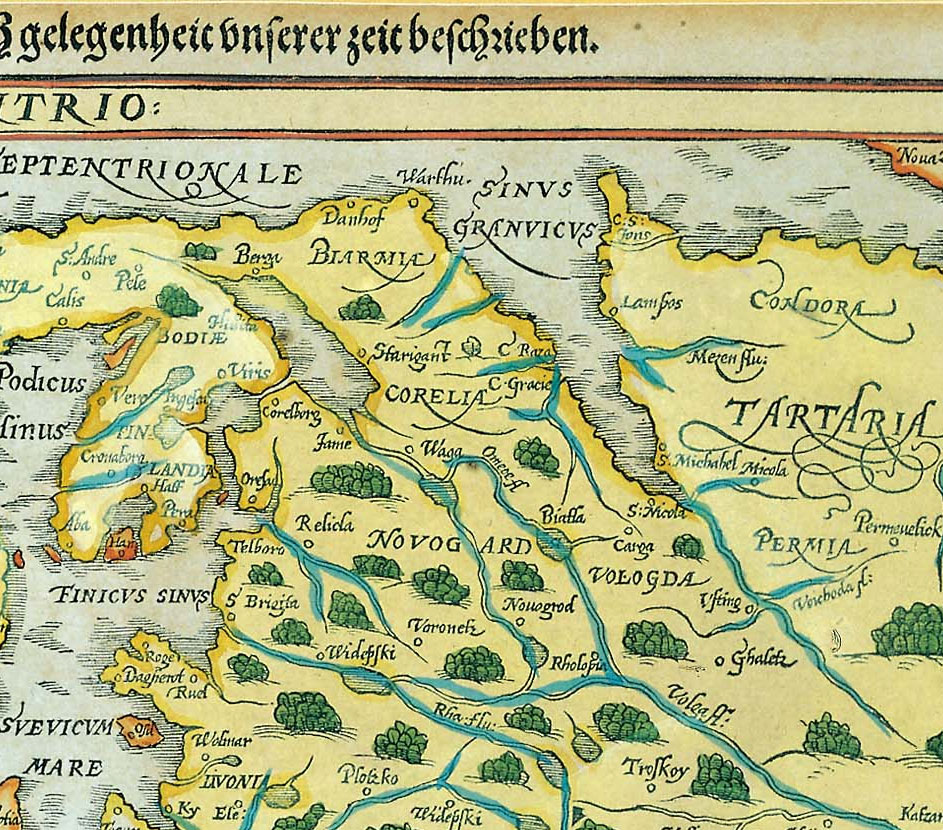
Mapa do norte da Rússia, incluindo a Pérmia, de Gerardo Mercator (Amsterdã, 1595)

Grande Pérmia (em russo:  Пермь Великая, transl. Perm' Velikaya), ou simplesmente Pérmia, foi um Estado medieval komi situado no atual Krai de Perm, na Rússia. Sua capital teria sido a cidade de Cherdyn.
A relação da Pérmia com a Biármia das sagas nórdicas frequentemente foi especulada, porém permanece inconclusiva. Sugeriu-se que o Wisu mencionado em fontes árabes da época também poderia equivaler à Pérmia.
O principado localizava-se na região do Alto Kama, e mantinha ligações estreitas com a Pérmia de Vychegda (conhecida como Pérmia Menor). Ambas as nações pérmias pagavam tributo à República da Novogárdia desde os séculos IX ou X. A Pérmia de Vychegda foi cristianizada por Estevão da Pérmia no século XIV, e consequentemente dominada pelo Grão-Ducado de Moscou. Em 1451 uma dinastia de príncipes da Pérmia conquistou o controle de ambos os países, na condição de vassalos de Moscou, adotado os títulos de príncipes Vymsky e Velikopermsky. Após a cristianização a Grande Pérmia obteve maior autonomia que a Pérmia de Vychegda, e seu controle oscilou entre os três grandes poderes da época; Moscou, República da Novogárdia e Cazã. Finalmente, em 1472, um exército de vassalos de Moscou, com os príncipes Vymsky entre eles, conquistaram a Grande Pérmia e capturaram o príncipe Miguel Velikopermsky; este, no entanto, conseguiu retornar de Moscou na condição de governador, e dominou a região pelo resto de sua vida. Seu filho, Mateus Velikopermsky finalmente foi deposto pelo Grão-Príncipe de Moscou, em 1505.
Até o início do século XVIII, o nome Grande Pérmia era usado oficialmente para designar a região do Alto Kama, cuja parte sul era governada pelos  Stroganovs.